# Paul Southwell
Paul Southwell (Dominica, 18 luglio 1913 – Castries, 18 maggio 1979) è stato un politico nevisiano.